# میشل پیترانرا
میشل پیترانرا (انگلیسی: Michele Pietranera؛ زادهٔ ۲۹ ژوئیهٔ ۱۹۷۴) بازیکن فوتبال اهل ایتالیا است.
از باشگاه‌هایی که او در آن بازی کرده‌، می‌توان به باشگاه فوتبال کوزنتسا کالچو، باشگاه فوتبال مودنا، باشگاه فوتبال فوجا، باشگاه فوتبال کاتانیا، باشگاه فوتبال پادوا، باشگاه فوتبال مونتسا و باشگاه فوتبال رجانا اشاره کرد.